# アダ・クラウ・バリャーヌ
アダ・クラウ(Ada Colau Ballano: カタルーニャ語: [ˈaðə kuˈɫaw]: アダ・クラウ・バリャーヌ）またはアダ・コラウ（スペイン語: [ˈaða koˈlau]: アダ・コラウ・バリャーノ, 1974年3月3日 - )は、スペイン・バルセロナ出身の社会活動家・著述家・政治家。第113代バルセロナ市長（2015年-2023年）。バルセロナ初の女性市長である。カタルーニャ州のスペインからの独立には反対の立場である。
2009年にバルセロナで設立された「住宅ローン被害者の会」(PAH)創設メンバーのひとりであり、2014年までこの団体のスポークスパーソンだった。世界金融危機 (2007年-2010年)を発端とするスペインの不動産市場の崩壊や、悪質な抵当条項による立ち退き通告の増加に呼応して設立された。

## 経歴

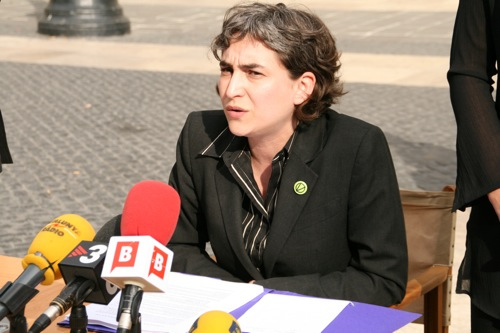
2006年のクラウ

クラウはバルセロナに生まれ、オルタ・ギナルド区で育った。サリアー＝サン・ジャルバシ区の初等学校とファブレール学院に学び、バルセロナ大学で哲学を学んだ。家庭の経済状況が苦しかったため、優れた成績を残していたにもかかわらず30単位を残して退学した。クラウはエスクラチェ（スペインや南米各国における公共抗議行動の一種）を支持している。

### PAH
2009年には「住宅ローン被害者の会」(PAH)の設立メンバーとなり、2014年まで組織のスポークスパーソンを務めた。PAHの活動は債務者への法律相談や、抵当権を行使する銀行との交渉が主であるが、それらが不調に終わった場合には人間バリケードで強制立ち退きを阻止し、占拠した空き家を債務者の一時的住居としている。PAHは「非政党的運動」を標榜しており、債務者がいかなる政治的立場にいるにせよ分け隔てなく支援を行った。
2013年2月の住宅危機時の議会公聴会にはPAHを代表して出席し、スペイン銀行協会の代表者を「犯罪者」呼ばわりしたことで、クラウは全国的な知名度を得た 。同月、PAHは住民発案を行い、スペイン下院の場で「既に抵当権の行使が済んだ件も含めた遡及的な代物弁済の実施」、「強制立退きの延期」、「金融機関が大量に保有している空き屋を社会住宅に用いること」、を中心とした法改正を求めた。住民発案には最低でも50万筆以上の署名が必要となるが、PAHは140万筆以上を集めて提出している。国民党(PP)を与党とする国会での審議を経て1/2013法として公布されたが、PAHが重要視した部分はことごとく除去されており、PAHは自分たちの名前のもとに公布されることを拒否している。
3月、国民党のクリスティーナ・シフエンテスが州知事を務めるマドリード州政府は、バスク民族主義急進左派政党のビルドゥを支持するとしたクラウを非難した。クラウは彼女自身の草の根キャンペーンやPAHと共同での直接的行動の経験に基づいた『Vidas Hipotecadas』（抵当生活）の共著者である。

### バルサローナ・アン・クムー

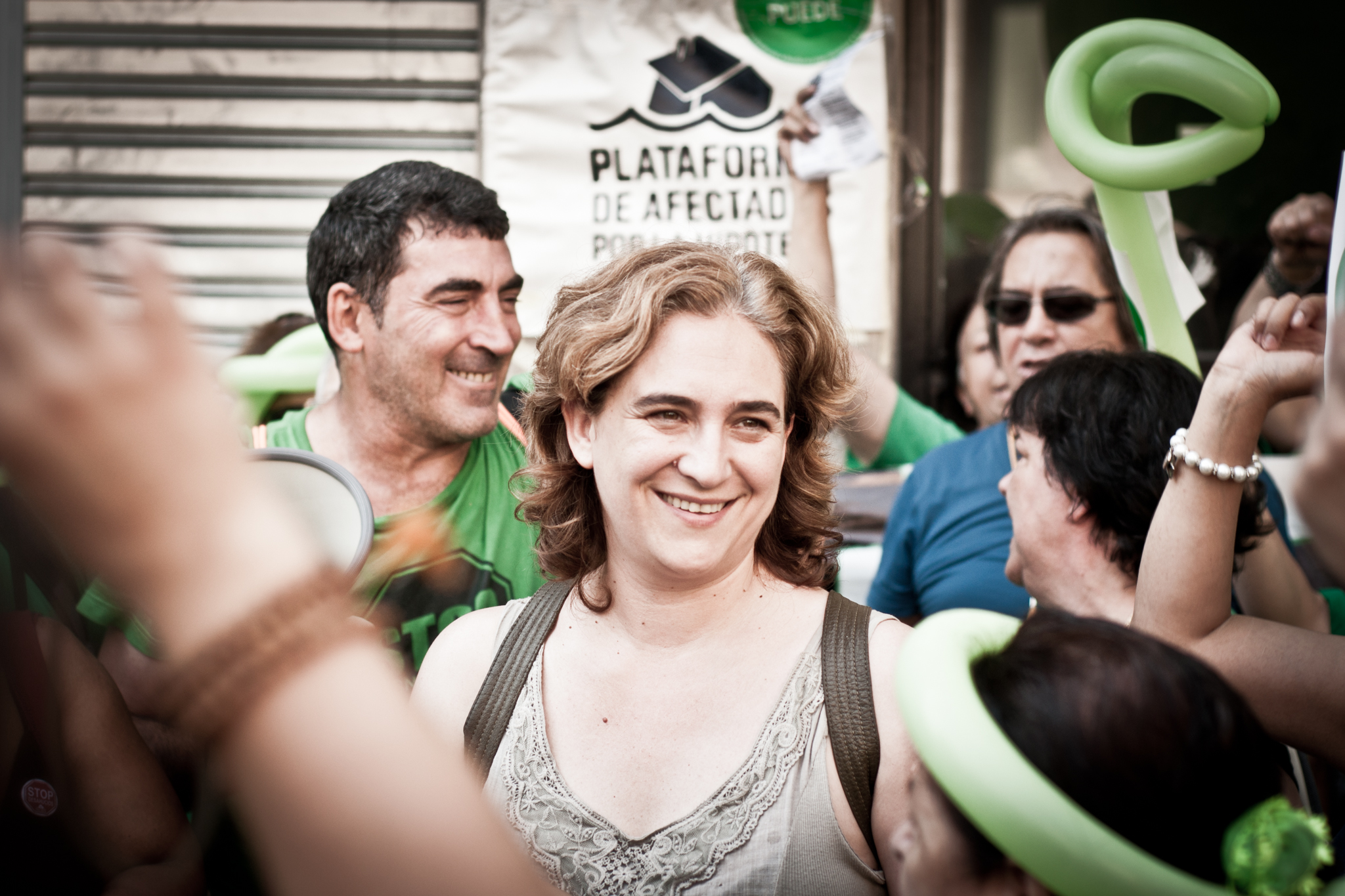
2013年のクラウ

2014年5月7日にはPAHのスポークスパーソンからの辞任を発表し、6月には政治団体「グアニェム・バルサローナ」（勝ち取ろうバルセロナ）のメインスポークスパーソンに就任している。「グアニェム・バルサローナ」は2015年5月の2015年スペイン地方選挙のために設立された市民プラットフォームであり、2015年2月にバルサローナ・アン・クムー（共同バルセロナ）と名を変えて地方選挙に臨んだ。
クラウはバルセロナ市議会選挙の選挙名簿筆頭（市長候補）に名を連ね、バルサローナ・アン・クムーが11議席を獲得して第1党になった。市長指名投票ではカタルーニャ共和主義左翼(ERC)や人民統一候補(CUP)などのカタルーニャ独立賛成派に加えて、独立反対派のカタルーニャ社会党(PSC)からも票を集め、クラウがバルセロナ市長に就任した。
2019年のバルセロナ市議会選挙では、バルサローナ・アン・クムーは1議席減らし、10議席を獲得、第2党となる（ERCが第1党）。市長指名投票では、バルサローナ・アン・クムーとPSCのみならず、中道右派のシウダダノスから造反したマニュエル・バルスらの票を集め、ERCの候補を破りクラウが2期目を決めた。

## 受賞
- 2013 : 人権賞、バルセロナ人権映画祭より[16]
- 2013 : 社会的権利の守護者賞（PAHを代表して）[17]、「ヒューマン・ジャーナリズム」より[18][19]
- 2013 : ヨーロッパ市民賞（PAHと連名での受賞）[20]
- 2013 : 統一女性賞、表現者管理学会(AISGE)より[21]

## 刊行物

### 書籍
- 2012 : アダ・クラウ、アドリア・アレマニー Mortgaged Lives
- 2013 : アダ・クラウ、アドリア・アレマニー Yes you can! Chronicle of a small great victory. Editorial Destination Collection Imago Mundi, 2013-04-19, ISBN 978-84-233-4690-5.[22][23]

### 雑誌記事
- 2011 : アダ・クラウ, How to stop an eviction, Platform for People Affected by Mortgages (PAH), 2011-07.
- 2014 : アダ・クラウ, Making the democratic revolution happen, Diario Público, 2014-12-05.